# Йодловник (Малопольське воєводство)
Йодловник (пол. Jodłownik) — село в Польщі, у гміні Йодловник Лімановського повіту Малопольського воєводства.
Населення — 1134 особи (2011).
У 1975-1998 роках село належало до Новосондецького воєводства.

## Демографія
Демографічна структура станом на 31 березня 2011 року:
|          | Загалом | Допрацездатний вік | Працездатний вік | Постпрацездатний вік |
| -------- | ------- | ------------------ | ---------------- | -------------------- |
| Чоловіки | 557     | 138                | 370              | 49                   |
| Жінки    | 577     | 121                | 340              | 116                  |
| Разом    | 1134    | 259                | 710              | 165                  |